# Mkoani
Mkoani es una ciudad de Tanzania, ubicada en la isla de Pemba. Es la capital de la región de Pemba Sur. La ciudad tiene una población de alrededor de 11,000 habitantes.
El puerto más concurrido de la isla de Pemba se encuentra en Mkoani, la mayoría de los ferries desde Zanzíbar o de Tanzania continental navegan a esta ciudad.

## Características
Mkoani se sitúa sobre una colina con vista al océano. Está compuesta principalmente de pequeñas casas y tiendas a lo largo de la carretera principal que conduce al puerto. La ciudad está formada por chozas de paja de palma que descienden por la ladera hasta el océano.

## Infraestructuras
El Hospital Abdulla Mzee abrió en 2016 con financiamiento del gobierno chino. Tiene una capacidad de 157 camas y cuenta con los departamentos de cirugía, otorinolaringología, medicina interna, pediatría, ginecología y obstetricia, ortopedia, urgencias, psiquiatría, odontología, fisioterapia, una clínica para tuberculosis, un laboratorio, farmacia y enfermería.
El puerto de Mkoani es el puerto principal de la isla de Pemba. Fue construido entre 1925 y 1926 y ampliado con el apoyo de la Comunidad Económica Europea a principios de la década de 1990. Puede ser abordado por barcos con un calado de hasta 4,9 metros, una eslora de 75 metros y un peso muerto de 6000 toneladas.

## Economía
Los habitantes se dedican principalmente a la agricultura y parte de la población activa está empleada en las oficinas gubernamentales. La pesca, junto con la exportación de clavo, son las actividades económicas más desarrolladas de la ciudad.
La ciudad tiene una oficina de correos, pero el comercio y los servicios están subdesarrollados, por lo que la gente a menudo tiene que trasladarse a Chake Chake.

## Clíma
Mkoani tiene un clima tropical, más templado que el de Tanzania continentak y que en la isla de Unguja. El clima está clasificado como "Am" de acuerdo con la clasificación climática de Köppen. La temperatura media anual en Mkoani es de 26 °C. La precipitación media anual es de 1,924 mm. Las temperaturas medias mensuales suelen oscilar entre 24 y 28 °C. Hay dos temporadas de lluvia, con la mayor parte de las lluvias entre marzo y junio y una temporada de lluvias más pequeña entre noviembre y diciembre. Los meses más secos son de enero a febrero, y una temporada más seca entre julio y octubre.
| Parámetros climáticos promedio de Mkoani | Parámetros climáticos promedio de Mkoani | Parámetros climáticos promedio de Mkoani | Parámetros climáticos promedio de Mkoani | Parámetros climáticos promedio de Mkoani | Parámetros climáticos promedio de Mkoani | Parámetros climáticos promedio de Mkoani | Parámetros climáticos promedio de Mkoani | Parámetros climáticos promedio de Mkoani | Parámetros climáticos promedio de Mkoani | Parámetros climáticos promedio de Mkoani | Parámetros climáticos promedio de Mkoani | Parámetros climáticos promedio de Mkoani | Parámetros climáticos promedio de Mkoani |
| Mes                                      | Ene.                                     | Feb.                                     | Mar.                                     | Abr.                                     | May.                                     | Jun.                                     | Jul.                                     | Ago.                                     | Sep.                                     | Oct.                                     | Nov.                                     | Dic.                                     | Anual                                    |
| ---------------------------------------- | ---------------------------------------- | ---------------------------------------- | ---------------------------------------- | ---------------------------------------- | ---------------------------------------- | ---------------------------------------- | ---------------------------------------- | ---------------------------------------- | ---------------------------------------- | ---------------------------------------- | ---------------------------------------- | ---------------------------------------- | ---------------------------------------- |
| Temp. máx. media (°C)                    | 31.5                                     | 32.1                                     | 32.5                                     | 30.5                                     | 29.3                                     | 28.9                                     | 28.2                                     | 28.4                                     | 29.1                                     | 30.1                                     | 30.7                                     | 31.3                                     | 30.2                                     |
| Temp. media (°C)                         | 27.3                                     | 27.6                                     | 27.9                                     | 26.7                                     | 25.7                                     | 25.0                                     | 24.2                                     | 24.0                                     | 24.4                                     | 25.4                                     | 26.3                                     | 27.0                                     | 26                                       |
| Temp. mín. media (°C)                    | 23.2                                     | 23.1                                     | 23.3                                     | 23.0                                     | 22.2                                     | 21.1                                     | 20.2                                     | 19.7                                     | 19.8                                     | 20.7                                     | 21.9                                     | 22.8                                     | 21.8                                     |
| Precipitación total (mm)                 | 75                                       | 55                                       | 178                                      | 501                                      | 472                                      | 119                                      | 66                                       | 42                                       | 34                                       | 63                                       | 160                                      | 159                                      | 1924                                     |
| Fuente: Climate-Data.ORG                 |                                          |                                          |                                          |                                          |                                          |                                          |                                          |                                          |                                          |                                          |                                          |                                          |                                          |